# Василенко, Иван Афанасьевич
Ива́н Афана́сьевич Василе́нко (8 июля 1899, с. Веселый, ныне Запорожской области — 9 марта 1970, Москва) — советский лингвист, педагог. Доктор филологических наук (1958), профессор. Заслуженный деятель науки РСФСР.

## Биография
Участник Гражданской войны (1918—1920).
Окончил Мелитопольский педагогический институт (Запорожской области). Был учителем. Работал доцентом в Удмуртии (1937—1938), Московской области (1938), Коми (1941—1943) педагогических институтов; заведующий кафедр русского языка (1939—1941) и общего языкознания (1944) МГПИ им. В. И. Ленина.
Работал на руководящих должностях в Министерстве просвещения РСФСР. Исследовал историческую грамматику, проблемы синтаксического строения и методики преподавания русского языка. Автор ряда статей о деятельности лингвистов (Л. А. Булаховского и др.), и рецензий на их работы, в том числе «Курс современного украинского языка» Н. Желтобрюха и Б. Кулика (ч. 1—2; К., 1959—1961) в журнале «Русский язык в школе» (1962, № 5).
Умер в 1970 году. Похоронен на Пятницком кладбище.

## Основные работы
- Руководящие указания по заочному педагогическому образованию. М., 1947;
- Сложные предложения с разночленным соподчинением // Русский язык в школе. 1953. № 5-6;
- Однородное соподчинение в современном русском языке // Там же. 1955. № 1;
- Историческая грамматика русского языка. Вып. 1-3. М., 1954-56.